# 씬 리지
씬 리지(Thin Lizzy)는 1969년 아일랜드 더블린에서 결성된 하드 록 밴드이다. 창단 멤버 중 두 명인 드러머 브라이언 다우니와 베이시스트 겸 리드 보컬리스트 필 라이넛이 학교에 있을 때 만났다. 라이넛은 대부분의 자료를 쓰면서 12개의 스튜디오 음반 녹음 경력 내내 그룹을 이끌었다. 싱글곡 〈Whiskey in the Jar〉(아일랜드 전통 발라드), 〈The Boys Are Back in Town〉, 〈Waiting for an Alibi〉는 세계적인 히트곡이었다. 1986년 라이넛이 사망한 후, 2009년 존 사이크스가 밴드를 떠났지만, 처음에는 기타리스트 스콧 고럼과 사이크스를 중심으로 여러 해에 걸쳐 밴드의 다양한 화신이 등장하였다. 고럼은 이후 다우니를 포함한 새로운 라인업을 이어갔다.
씬 리지의 사실상의 리더인 라이넛은 밴드의 거의 모든 곡의 작곡가 또는 공동 작곡가였으며, 록 음악 분야에서 상업적인 성공을 거둔 최초의 흑인 아일랜드인이었다. 씬 리지는 드럼과 베이스 기타에서 다우니와 라이넛을 리듬 섹션으로 하는 그들의 역사를 통틀어 여러 기타리스트들을 선보였다. 다민족일 뿐만 아니라, 이 밴드는 아일랜드 국경의 양측뿐만 아니라, 북아일랜드 분쟁 기간 동안 가톨릭과 개신교 공동체 양쪽에서 초기 멤버들을 끌어 모았다. 그들의 음악은 블루스, 솔 음악, 사이키델릭 록, 아일랜드 전통 포크 음악 등 광범위한 영향을 반영하지만, 일반적으로 하드 록이나 때로는 헤비 메탈로 분류된다. 《롤링 스톤》은 이 밴드를 "흔대 중반의 메탈 팩과는 별개로" 뚜렷하게 단단한 록이라고 묘사하고 있다.
올뮤직 비평가 존 더건은 "라이넛은 밴드의 창작력으로서 밥 딜런, 브루스 스프링스틴, 그리고 사실상 모든 아일랜드 문학 전통에 영향을 받은 사랑과 증오의 단편적인 서민 드라마를 선호하면서, 그의 많은 종류보다 통찰력 있고 지적인 작가였다"고 썼다.

## 음반 목록
- Thin Lizzy (1971)
- Shades of a Blue Orphanage (1972)
- Vagabonds of the Western World (1973)
- Nightlife (1974)
- Fighting (1975)
- Jailbreak (1976)
- Johnny the Fox (1976)
- Bad Reputation (1977)
- Black Rose: A Rock Legend (1979)
- Chinatown (1980)
- Renegade (1981)
- Thunder and Lightning (1983)